# Aethionema heterophyllum
Aethionema heterophyllum là một loài thực vật có hoa trong họ Cải. Loài này được (Boiss. & Buhse) Boiss. mô tả khoa học đầu tiên năm 1867.